# 超魔神英雄伝ワタル
『超魔神英雄伝ワタル』（ちょうましんえいゆうでんワタル）は、1997年10月2日から1998年9月24日までテレビ東京系で毎週木曜日18時00分から18時30分に放送された、サンライズ制作のテレビアニメ。『魔神英雄伝ワタル』のテレビシリーズ第3作目。

## 概要
テレビシリーズとして現時点では最後の作品。『魔神英雄伝ワタル2』から数え6年7か月のブランクにより、スポンサーもタカラからバンダイへ、放送局も日本テレビからテレビ東京へと移行。当初は制作スタッフが再集結し、原点回帰を目指していたが、当時のスタッフは作画も含め高名になってしまい、紆余曲折を経て第1作の続編という形になったが、前作から物語自体の世界観や設定を意図的に変えており、既存のアニメ続編のように一本の流れに乗ることのマンネリ化を避けるためとされている。
なお、公式ページでは『2』の出来事も記載されており、時系列上は『2』→本作という形で続編として設定されている。監督の井内秀治は従来のシリーズと比べて基本的には何も変わっておらず、物語自体は続いているが、テレビシリーズ以外のOVAやCDドラマなどとはわざと世界観を変えており、本作はまったく新しいものとして『ワタル』を知らない人たちもターゲットとして作っていると語っている。また、ワタルは前シリーズで救世主として成長しきったので、もう一度原点に戻った普通の少年としてスタートさせ、あえて第1作に戻った構成にしている。

### 企画案
最初の企画案では龍流山と呼ばれる、聖なる大気に満ちた平和な国が魔界の者ゴールに侵略され、聖なる大気をせき止めたせいで天変地異が起き始めた彼の地を解放するため、ワタル・ヒミコ・シバラク（相棒、戦神丸が戦神號に改名）に加え、お金にがめついだけでなくいい男探しに余念がないスズメ（初期案の魔神名は彗神號）、人間界から異世界転移したもうひとりの救世主だが、自分がかっこよく目立つことしか考えず、誰かのために戦おうとしたがらない鬼部ヒカル（魔神は鬼神號）を仲間にし旅を続ける。そして龍神丸の代わりに登場する、龍流山の龍神が魔神に変化したフランクな性格の龍神號（りゅうじんごう）を戦闘時のパートナーにし、ゴールと三幹部（グレート・サイコ、バンデッド、ガガンジャ）らの戦いに挑む。
魔界の高貴な血筋しか操縦できない最強魔神が眠っているという魔石卵を所有していたゴールだったが、幹部グレート・サイコの息子でエリート意識が強い少年シュライア（魔神は雷狼號 / らいおうごう）こそが魔界の高貴な者の血を受け継いでいることが発覚。ゴールから権力を奪い、最強魔神を復活させたシュライアとワタルたちが最終決戦を繰り広げる、といったストーリー案が提示されていた。
龍流山編ともいうべきストーリー案が差し戻され、翌1996年に再提出された企画書では“ワタルの良き心が抜き取られる”、“聖樹やドナルカミファミリー、アンコクダーの登場”など
完成映像に近いシナリオが提示されたが、“アンコクダーらが基本的に集めるのが子供たちの良き心”、“聖樹が虎王の邪虎丸に乗る”、“スズメの魔神名は彗神丸”など、本編との差異もみられる。

### 作品コンセプト
旧ワタルシリーズの企画・原作の広井王子とレッドカンパニーが多忙となり以前ほど関われないため、総監督の井内・メカニックデザイン/コンセプトデザインの中沢数宣・コンセプトデザイン協力の朝比奈祥和・設定制作の相田和彦の4人を中心にしてストーリー原案をまとめ上げた。ワタルシリーズのファン層が中学生あたりにスライドしている印象を持っていた井内が、“心”を基本テーマに設定し、「何も足さない、何も引かない」（旧ワタルシリーズから大幅に路線変更しないの意）、「（当時導入され始めていた）CGを使わない手づくりの温かさ」（ただし終盤でCGを使用した箇所はある）、今までやっていなかった要素「敵キャラクターを家族にし、彼らのドラマも描く」ことをコンセプトに掲げた。また井内が、以前から関心があった演出家の福本潔にスタッフとして参加してほしいと招聘し、監督補として起用された。

### 放送前の監督の抱負と放送後の作品総括
『アニメディア』1997年11月号の『超ワタル』特集付録で、インタビュアーから作品の意気込みを質問された井内監督は、以前演出として参加していたサンライズの某ロボットアニメの監督の「アニメファンに現実を見せてやる」という発言を聞き賛同できなかったと語り、「番組を観ている視聴者が30分だけでも嫌なことを忘れて楽しんでほしい。1週間、せめて明日の間だけでも元気になってほしい」と本作は優しい刺激を求める人たちへの作品だと語り、「ちょっと人生疲れたら、ワタルの世界に遊びに来てほしい」という抱負で締めくくった。
一方で2006年の新紀元社『魔神英雄伝ワタル メモリアルブック』の井内監督の作品総括で「決して嫌々やっていたわけではないのですが、旧シリーズと同じことをしている」という感覚が拭いきれないまま作ってしまったとし、「ワタルワールドはこちらに余裕があればいかようにも作り込める魅力的な世界なんです。なのでもっと余裕をもってキャラクターを配置できればよかったんですけど…」と本作の完成度の面で不本意な部分もあると反省の弁を述べた。インタビューの続きで、「気持ち的にも充電出来ていますし、今作るんだったら『超ワタル』とは別のアプローチでいけると思ってます」とシリーズ新作の制作に前向きな発言をしていたものの、結局井内の存命中にワタルシリーズの新作に携わることは叶わなかった。

## ストーリー
救世主・戦部ワタルが神部界の創界山と星界山を救ってからしばらくたったある日の夜。魔界の手の者によって自宅で就寝中のワタルは「良き心」を奪われ、正義の心と救世主としての記憶を失ってしまう。翌朝、人が変わったかのようにワタルは学校をサボって喧嘩や悪事に手を染め始める。現生界へとやってきたヒミコとシバラクによって正気は取り戻すものの、記憶と心の一部は無いままだった。ほんの少しだけ良き心を取り戻し、そして再度危機に見舞われた創界山を救うため、救世主ワタルのいま一度の戦いが始まる。

## 登場人物
主要人物についてはストーリー内のポジション・旧シリーズからの変更点を中心に解説。詳細は登場人物を参照。
戦部 ワタル（いくさべ ワタル）
声 - 田中真弓
シリーズ主人公。現生界（現実の世界）では小学4年生だが神部界では救世主の少年。
1話でアンコクダーに良き心を抜かれてしまい困難に臆することが多かったものの、旅を通じてふたたび救世主としての自覚を取り戻してゆく。
剣部 シバラク（つるぎべ シバラク）
声 - 西村知道
1作目から登場するワタルの師匠にあたる剣豪。剣の腕は立つが美人に弱かったり高所に立つと怯えるなど、普段は間が抜けている。
戦闘時の相棒、戦神丸を本作ではPHSで呼び出すようになった。
忍部 ヒミコ（しのびべ ヒミコ）
声 - 林原めぐみ
1作目から登場する忍部一族の十三代目頭領の少女。底抜けに明るいがエキセントリックな言動や忍法で敵だけでなく味方まで振り回す。
スズメ
声 - 宮村優子
本作から登場。巨乳でお金にがめつい賞金稼ぎの少女。副業で行商も行っている。
ワタルの協力者のフリをしてドナルカミファミリーが彼にかけた懸賞金を狙っていたが、物語中盤から自分と生き別れた親のことや、親子の絆について関心を寄せるようになる。
聖樹（せいじゅ）
声 - 伊藤健太郎
本作から登場する人間サイズの木の人形で、「ワタルを守れ」という誰に言われたか覚えていない人物の言葉を受けて仲間になった。温和な性格だが生まれたばかりなため世間知らず。自分のことを「私は人形なので心がありません」と主張する。
戦場でドナルカミ・ドルクと出会い、彼のことを気にかけるようになる。
虎王（とらおう） / 翔龍子（しょうりゅうし）
声 - 伊倉一恵
1作目からのキャラクター。魔界の王ドアクダーの息子だった少年でワタルのトモダチ。陽気だが世間知らずで気が強くワガママな性格。その正体はドアクダーが創界山の皇子、翔龍子を洗脳して作り上げた人格。1話時点で創界山に侵攻したアンコクダーと交戦し行方不明になっていた。
第四階層で再登場。同エリアの支配者フリザベートを母だと思い込むよう洗脳され、ワタルや嫁と呼ぶヒミコと再会しても全く関心を示さず、ドナルカミ・ドードにやたらと絡み、彼を振り回したり勝負を挑んだりしていた。
ワタルが虎王と接触したことで洗脳が解けることを危惧したフリザベートがワタルを拉致拘束し、洗脳を完璧にするため「ワタルを殺しなさい」と命じたものの、彼との友情や記憶を思い出した虎王が反逆した。その際に彼が創界山の女王、聖龍妃の息子だと知り利用価値を見出したドードがドナルカミ城まで拉致、ドードの提案を受けたドナルカミ大王の力によって「フリザベートは殺された。殺めたのはワタルだ」という事実と異なる再洗脳をほどこられてしまう。
第五階層から母の仇とワタルを狙う刺客としてドードと共に決闘を挑もうとするも、虎王との友情を信じるワタルが積極的に戦わず、またなかなか決着もつかない（格闘ロボットのドリームに投げ飛ばされる、魔神トローリングシャークの爆発に巻き込まれるなど）ため苛立つ。
44話のドルクとの魔神戦を制した直後のワタルと交戦するが、自分の出自が翔龍子 / 虎王の良き心を与えられた人形だということを思い出した聖樹が人格を保てなることを覚悟の上で自分の良き心を彼に返上し記憶とワタルとの友情を取り戻す（直後のドルクが聖樹のことを思って流した涙の力で彼も復活する）。
45話で攻撃された暗黒列車の燃料補給ステーションの崩落から逃れドナルカミ城に侵入した虎王に再会し安堵するドードだったが、彼がワタルの仲間に戻ったことを裏切りだと感じ魔神戦に突入、ドーヴァルトを機能停止させられても納得していないドードと今度は生身で殴り合い相打ちとなり、気が晴れた2人は和解した。
50話でアンコクダーの悪しき心の本体を封じていたが復活を止められなかった母聖龍妃と再会した（虎王から元に戻った）翔龍子に、彼女が最後の力で虎王と翔龍子の2人に分離させ、両者は初めて対面した。翔龍子に「母上を守れ」と命令し、ワタルやシバラクと共にアンコクダーとの戦いに参加。アンコクダー追放後聖龍妃が息を引き取ったことに2人とも嘆き悲しむ。彼女の死後、虎王と翔龍子は共同で創界山の王に即位する。
VHS/LD版映像ソフトの封入紙のコンセプトデザイン協力、朝比奈祥和のコラムコーナーによると「彼をどのような設定で登場させるか」でスタッフ間で何度も話し合いが行われたとのことで、虎王を第四階層のボスキャラクターとして登場させる案が採用されかけたものの結局不採用になったという。
ドナルカミ大王
声 - 掛川裕彦
アンコクダーの代理として創界山を支配している魔界の一家ドナルカミファミリーの家長で、厳格で失敗した息子にも容赦がないが、妻の女王の天然気味な発言に困惑することが多い。炎の技を得意とする。
ドナルカミ女王
声 - 伊倉一恵
ドナルカミファミリーの母。浮世離れした言動や親父ギャグを淡々と言うため大王も困惑することが多い。氷の技と鞭を得意とする。
ドナルカミ・ドラン
声 - 林延年（現・神奈延年）
オネエ言葉のドナルカミファミリー次男で、普段は飄々としているが一旦敵に回すと陰湿な手段を使ってくる。お互いの打算でスズメと絡むことが多かったが、最終的にはアンコクダーの部下になり、ドナルカミファミリーを裏切る。
ドナルカミ・ドルク
声 - 横山智佐
ドナルカミファミリーの三男でマスクと帽子で顔を隠した寡黙な人物。一家で最も剣の腕が立つ。
16話でワタルを庇って剣で貫かれても死ななかった聖樹に関心を持ち幾度となく接触、彼とのふれあいで自分の行いに迷いを生じることになる。
本当の性別は女性だが、そのことを終盤まで隠し続けていた。
ドナルカミ・ドード
声 - 愛河里花子
ドナルカミファミリーの四男の不良少年。第四階層で虎王に出会い馴れ馴れしく話しかけられたり勝手に勝負を挑まれたりと振り回される。
ワタルを倒すための刺客として虎王を再洗脳するがやがて彼が虎王に感情移入したことと、虎王との友情を信じているワタルの信念を知り、自分も虎王のトモダチだと自覚する。
ドナルカミ・ドガロ
没キャラクターとなった、魔界の権力争いに参加しているドナルカミファミリーの長男。大王すら彼の写真を見て「なんと恐ろしい顔だ…」（第1話脚本の不採用部分）と言わしめる容姿だという。
第3クールのドナルカミ側の援軍として登場する予定だったものの、彼を中途半端に出してストーリーが詰め込み過ぎになる可能性を危惧した井内監督の判断で1話絵コンテ制作時の時点で没キャラクターにされたという。
アンコクダー
声 - 菅原正志
魔界王。ある目的のために創界山の人々から良き心を抜き取っている。

### 聖神
光の獅子（ひかりのしし）
声 - 峰恵研
第一界層の聖神。老人の姿をしてワタルに近づき、心の強さを試す。ワタルに龍神丸を獅子龍神丸に変身する力を与えた。
炎のフェニックス（ほのおのフェニックス）
声 - 冬馬由美
第二界層の聖神。アンコクダーたちに利用されないよう自らを虹の蕾に封じ込め、救世主が第二階層で6つの聖なる花を咲かせないと接触できない状態にしていた。ワタルに龍神丸を鳳凰龍神丸に変身する力を、シバラクに戦神丸を回転翼で飛行できる能力を与えた。
黒鋼の剣王（くろがねのけんおう）
声 - 大友龍三郎
第三界層の聖神。折れた剣王の剣を過去の創界山の聖なる森に治めたワタルに、剣が修復するには長い年月を有することを告げる。ワタルに龍神丸を剣王龍神丸に変身する力を与えた。
月の女神ルルナ（つきのめがみルルナ）
声 - 高橋美紀
第四界層の聖神で、界層のボスであるフリザベートの実姉。ワタルに龍神丸を月光龍神丸に変身する力を与えた。
氷河の白虎（ひょうがのびゃっこ）/ タマ
声 - 菊池正美
第五界層の聖神。アンコクダーの魔力で懐かしの流行ギャグを連発するノラ猫の姿にされ同時に記憶も失っていた。自分の得になると考えワタルたちの旅に同行するが、界層のボスであるゼロワンの戦いで元の聖神の姿に戻り、ワタルに龍神丸を白虎龍神丸に変身する力を与えた。元の姿に戻ってからも、タマとしての記憶は残っているようである。また、超魔神龍神丸の変身シーンでタマの姿が確認されている。
雷の銀狼アクア・マリン（いかずちのぎんろうアクア・マリン）
声 - 林原めぐみ（アクア）、松野太紀（マリン）
第六界層の聖神。兄妹である。ツボヤッキーの攻撃で弱ってしまい、ワタルに協力できる力も残っていなかった。そのため、龍神丸を銀狼龍神丸に変身する力を与える代わりに、その頭部である「雷神の兜」をワタルに授けた。

### アンコクダー軍
ダルマン
だるまの姿にしたアンコクダー軍の一般兵士。第1作のブリキントン、『2』のゴーキントンと同じくやられ役。なお、炎部ワタルの時代でもワルモンダー軍の兵士として存在している。
バンバンジー
声 - 辻親八
いついかなるときも宙吊り状態のバンジータウンの支配者。バンジータウンの地面を消して人々にバンジージャンプを強要し、「バンジーの恐怖から逃れたければ良き心をよこせ!!」と要求した。「3・2・1　バンジー!!」が口癖。本来の姿はバンジージャンプ場の従業員。
サンカンオー
声 - 石井康嗣
長嶋口調なボールパークタウンの支配者。かつては人気野球選手だったが、一瞬しか消えない「消える魔球」を打たれて笑いものになってしまい、以後野球盤でしかプレイできなくなってしまった。バットのように長くてデカい鼻を気にしている。町を元に戻すように言うワタルに、サンカンオーはベースボール勝負を提案した。ピッチャーとしても優秀で、「ジグザグ魔球」や「消える魔球」で相手に全く打たせない。しかし、ゲームの最終回で魔球の秘密を知ったワタルに魔球を打たれてしまった。
ウラメシヤン
声 - 塩屋翼
ドロンドタウンの支配者。多少のことでは全く動じないホラーマニアで、自分を怖がらせるように町の人々に命令し、怖くなければ化け物に変えてしまう。ワタルたちはウラメシヤンを怖がらせようとするが全く怖がらず、お岩さん姿になったスズメに至っては一目ぼれまでしてしまう始末。しかし、女装したシバラクのアップ顔にはさすがに怖がってしまった。怖がらせられたことに怒ったウラメシヤンは魔神を使い、ワタルたちが一番怖いと思うものを見せようとするが、自分までその幻覚（ドナルカミ大王の幻）にかかってしまう。本来の姿はオバケ屋敷の従業員。
クイーンカシトリオ
声 - 樋口智恵子（エーコ）、山田美穂（ビーコ）、藤野かほる（シーコ)
チープリタウンを支配していたコギャル3人組。エーコはチープリ高校の生徒会長だったが、ドナルカミ大王に良き心を抜かれてしまったために街の女王のように振舞っていた。実は小学生の頃に虹の色をしたランドセルを使っていたことが原因でいじめられていた過去を持ち、そのことが原因で、老若男女問わず、町中の人々全てにコギャルファッションになるよう強要。そうしなかった人間の良き心を抜いていた。チープリ高校の男子制服に付いている第2のボタンを、エーコのカバンに付いている人形に縫い付けることができればエーコを始めとする町の人々と町を元に戻すことができる。
カメニック
声 - 山野井仁
元サーキット村のメカニック。彼が作るマシンは多少スピードが遅くても安全性を重視するマシンで、レーサーはみんな彼の車に乗りたがっていた。しかし、どんなに頑張ってもレーサーばかり目立ってメカニックが全然目立てないことを嫉み村を出て行ってしまった。ドナルカミ大王に良き心を抜かれて帰ってきてからは、自分が作ったマシンでレースに優勝することで車があればレーサーなんか要らないことを証明してしまう。また、村の家という家にエンジンとタイヤをつけて暴走させるようにまでしてしまった（最終的には創界山まで走らせるつもりだったらしい）。ワタルとレース勝負をすることになったカメニックはワタルのマシンを壊そうとコーナーで寄せてきたが、かつての自分が設計したマシンの頑丈ぶりに破れ、最後は自滅してコーナーアウトしてしまった。
トップスピン
声 - 藤原啓治
アミューズメントタウンの支配者。元は街一番のアトラクション設計士だったが、絶叫マシンで乗り物酔いをして彼女に振られてしまったことが原因で良き心を抜かれ、以後街中を絶叫マシンのコースに変えて町の人々を怖がらせていた。元の姿に戻った後は、逆バンジーでワタルたちを獅子の山へと飛ばした。口癖は「オラオラオラ〜」。
トビデルン
声 - 平野正人
第一界層のボス。光の獅子の山に住んでいるギョロ目のオヤジ。突然本の中から飛び出したりしてドードを驚かせる。落ち着きがなく、無駄な動きが多い。ワタルをおびき出そうと、エレベーターを設置して待ち構えていたが、失敗した。魔界を破壊されると良き心を取り戻す。本来の姿は光の獅子の神殿を守る神官。
ルーメン
声 - 塩沢兼人
元々はモノを大切にすることを教えるホタル族の長老だったが、善き心を奪われモノを大切にしない人間になってしまった。通販マニアで飽きっぽく、ホタル族の村のある湖の真ん中に居城を建て、テレフォンショッピングで買ったものを使い捨てて湖を汚染させていた。彼に抗議した村の人々は良き心を抜き取られて石像の姿にされてしまう。元の姿に戻った後は、ワタルたちに「救世主の歩く道に伝説の六つの花が咲き、そして虹の蕾がひらく」と話してくれた。
メチャクッサー
声 - 石井康嗣
カオリタウンの支配するドナルカミ大王の手下。常人と嗅覚が違い、異臭を好み良い香りが嫌い（自分では香水の趣味が良いと思っている）。特にバラの香りを嗅いだら力が抜けてしまう。極度の近視らしく、メガネをかけないと目の前の相手が誰だか分からない。町の建物どころか人々までもをブリキに姿を変えてしまった。本来の姿は不明。
カンプーン
声 - くじら
ユカタ村の源泉を凍らせてしまった雪女。以前からドランに好意をもっており、ワタルを倒せばドランと結婚できると勝手に思い込み奮闘する（和風の家に住んでいるが式は教会派）。暑さが大の苦手で、ユカタ村の温泉を自家用ヘリのプロペラから発せられる冷機で村も温泉も氷付けにしてしまった。カンプーンの氷は熱では溶かすことはできないが、唯一同じ氷から出るレンズの光で溶かすことができる。
タクロース
声 - 山下啓介
キラキラと光るものなら何でも大好きな、黒い帽子をかぶり灰色の髭を生やした老人。元々は心優しかったらしいが、良き心を抜かれてからはガメツくて強突く張りに変わり果ててしまった。夜空に輝く「願い星」を独り占めにしようとして、支配した村の村人を使い伐採したもみの木を材料に巨大な塔を建造させた。とにかく誰も信用せず、ドランがドナルカミ大王の名前を出しても言うことを聞かずに願いの星を独り占めしていた。元の姿に戻ってからは、赤い服に白い髭でカイトナからは「タクロースさん」と呼ばれている。
ドリアン
声 - 塩屋浩三
フルフル村を支配するオヤジ。元はフルフル村の村人だったが、大食の割りに不器用で果物を採ることができなかった彼は、良き心を抜かれると村のフルーツを独り占めにし、代わりに果物爆弾を仕掛けて回るようになった。毎日自らが考案した「鉄人爆弾レース」を開き、勝負に勝てば果物は返すと言っている。
チワッキー
声 - 太田真一郎
アッチチ村を支配する熱血ハイテンションヤロー。元々は熱血ながらも普通の教師だったが、良き心を抜かれてからは熱く燃える心をエネルギーとするようになり、村人たちに熱血を強要。醒めた態度をとる人間をシゴいて熱血させていた。鳳凰の木を燃やそうとするドランに唆され、鳳凰の木を燃やそうとした。元の姿に戻った後は、山火事を防ごうと消防団を結成して消火活動にあたった。口癖と捨て台詞は「ファイヤァ〜!!」。
マグマダイチ
声 - 辻親八
火山のような姿をした第二界層のボス。ドランと共にバグローを操ってワタルたちを罠にはめようとした。元の姿は森林保護官。口癖と捨て台詞は「噴火しちゃったよぉ〜!!」。
カナヅッチー
声 - 中嶋聡彦
ベリーホットタウンを支配する海パン野郎。元々は子供たちに水泳を教える心優しい男だったが、良き心を抜かれてしまってからは住人に砂の中を泳ぐように強要するドナルカミ大王の手下へと変貌した。物覚えが悪いフシがある。彼が持つ腕時計は砂嵐を巻き起こす。
ポーラーボーラー
声 - 志賀克也
ストラークの町を支配するボウリングのピンの着ぐるみを着た男。相手や自分のことを「ME」や「YOU」と英語口調で呼ぶ。元々はボーリング好きの若者だったが、良き心を奪われ町の人々をボウリングのピンに見立ててボウリングを楽しむようになる。
100本のピンを倒すグレートボウリングでワタルと対戦する。
スナノウミ
声 - 桜井敏治
元々は子供に人気の力士だったが、良き心を失ってからは「相撲の楽しさを教えるため」と称して、支配した村の人たちに相撲部屋流の生活を強要。村人に肉じゅばんを着せ、脱いでいる人を見るとチャンコ鍋を無理やり食べさせ、勝負を強要しては負けた相手の良き心を抜きとる。ワタルの了承も得ないで相撲で勝負することに押し進めた。体格差は圧倒的だったが、ワタルの往生際の悪さがワタルを勝利に導いた。マワシがよく外れており、ダルマンたちに隠してもらっている。
ハチマッキー
声 - 津久井教生
運動会好きの太った青年。いつもビリになっていた悔しさの反動から、ドナルカミ大王に良き心を抜かれてからは、ウンド村の住民たちを自分だけ勝利する反則ばかりの「インチキ運動会」に無理やり参加させ、自分が負けそうになるとポケットの中のリモコンで相手の靴底に仕込んでいた磁石をくっつかせて相手を歩けないようにして勝利していた。
オカサーフ
声 - 遠近孝一
サンドヒルを支配する青年。サンドボードが下手なことを馬鹿にされていたところをドナルカミ大王に良き心を抜かれ、砂津波で自分以外の村人が誰もサンドボードができないようにしていた。自分だけがサンドボードが楽しめるように、「無限津波発生装置」を完成させて、村を砂の中に沈めようとした。リミッターを「ブラザー・リミッター」と呼んでいる。
リミッター
声 - 佐藤正治
第三界層のボス。目的のためなら敵も味方も関係なし、手段を選ばない冷血漢でドルクにも容赦がなかった。時空を自在に操る力を持ち、ドナルカミ大王の命令で一度はワタル・ヒミコ・シバラクを一万年前の創界山に飛ばした。本来の姿は時計屋の主人。
マッツ兄弟
声 - 星野充昭（テルマッツ）、山野井仁（テレマッツ）
イエローページタウンを支配する、兄・テルマッツと弟・テレマッツによる双子の兄弟。元々仲のいい兄弟だったのだが、家に一台しかない電話を取り合ったのが原因で兄弟喧嘩が絶えなかったところをドナルカミ大王に良き心を抜かれてしまい、町の人たちに対し電話でしか相手と会話するなという命令を出し、違反者の良き心を抜き取っていた。電話を使い、相手に呪いをかけることができ、電話の受話器をとってしまったワタルは呪いで「ワタル」と聴くとヘンな顔をする呪いをかけられた。第四界層職業別電話帳を読んで漫画のように大爆笑できる。
テン・チョー
声 - 鈴木勝美
雪の中にポツンと一軒だけ存在するコンビニエンスストアの店長。まじめな性格だったらしいが、商品が入荷されず品物を陳列できない日々が続くことに耐えられなくなり、商品を売らないどころか、コンビニの商品が充実していることに異常に固執するコンビニの店長になった。レジ（レジスタンガー）のバーコードリーダーを使い、買い物に来た客を逆に品切れ気味の商品に姿を変えて陳列することで満足するようになっていた。
フトント
声 - 松尾銀三
マックラータウンの支配者。元々は腕がいいと評判の枕職人だったが、良き心を抜かれてからは町の人々を赤いガスで眠らせ無理矢理悪夢を見せてその夢をコレクションにしては内容を覗き見して楽しんでいた。語尾に「ございまぁ〜す」と言う。
パッパラチッチ
声 - 長島雄一
フォトタウンを支配していたカメラマン。他人の恥ずかしい瞬間ばかり撮影するカメラマンで、コンテストでは落選してばかりで落ち込んでいたところをドナルカミ大王に良き心を抜かれ、「魔法のカメラ」を使って町の住民を次々と激写してカメラの中に住民を封じ込めていた。特によく賞をとっていたモノクロのことを恨み、必要以上に追い回していた。
カーメーン
声 - 稲葉実
ドナルカミファミリーにも従わないはぐれ魔人。仲の良いグループが大嫌いなひねくれもので、体の回りをとり囲む雲のようなもので、仲がよさそうなワタルたち、虎王とドード、そしてなんと龍神丸までの人格を入れ替えて弄んだ。カーメーンのマスクを壊せば、人格入れ替えは消滅し、元の人格に戻る。その正体はお面売りの行商人で、彼もドナルカミ大王に良き心を抜き取られていた模様。
トーイ
声 - 永井寛孝
トイタウンを支配する腹話術師。町の住民を自分の腹話術の人形・マリ夫で魔法で人形に変えてコレクションにしていた。対人恐怖症で、腹話術を使わないとまともに話すことができない。ワタルを自分のコレクションにするため、ドードの命令も無視してワタルを人形にしようとした。実はマリ夫（トーイの元の姿）の操り人形で、その魂はマリ夫に写っていた。
マリ夫
声 - 浅川悠、永井寛孝（元の姿）
トーイの腹話術の人形。単独でも行動が可能で、目の光を浴びると人形にされてしまう。トーイのことを「パパ」と呼ぶ。実はその人形のこそが本体であり、トーイ（元の姿のマリ夫）はマリ夫自身である。元の姿に戻った後は、シバラクたちにフリザベートの城の場所を教える。
フリザベート
声 - 日野由利加
第四界層のボスで、聖神「月の女神ルルナ」の妹。掟により、界層を司るものとして修行に出た我が子に会えない寂しさから良き心を奪われ、虎王を洗脳して我が子として側に置いていた。強力な魔力の持ち主で、手にした杖の光で鳥神丸やシバラクとヒミコを氷付けにしたり、聖樹を操りワタルと戦わせたりした。洗脳を完璧にするため、虎王にワタルを殺させようとしたが、ワタルの友達を信じる心によって虎王の洗脳は解けてしまった。息子のいないことに耐えられなくなったことにより、第四界層ごとワタルたちを消滅させようとした。ワタルの活躍で元の姿に戻るが、スズメに息子に会えないことに対して怒りをぶつけられてしまう。
エコノミザウルス
声 - 中嶋聡彦
オモチャ会社の店長。元々は子供たちに喜ばれる玩具をつくっていたが、ドナルカミ大王に良き心を奪われてからは、ドナルカミ印の危険な魔界玩具を売るようになった。玩具を買う子供のことなど考えず、売り上げだけを考えている。そのことに反発して玩具屋を開くトイノドンに妨害工作をする。
ヒショチョウ
声 - 中友子
タマを縁起が悪いと言って処分しようとしたエコノミザウルスを絶賛する女性秘書。エコノミザウルスの太鼓もちをしていた。「ナイス〜○○」（捨て台詞では「ナイス負けですぅ〜!」）とエコノミザウルスを褒めちぎる。魔神戦では自らもエコノミザウルスの魔神・プレジデルスに乗り込み、ゴルフボールを打つ際はキャディー的な役割をしていた。
カモネギー
声 - 山崎たくみ
いこいの泉に住む渡り鳥。元々ごく普通の渡り鳥だったが、隠れてネギナベを食べている間に仲間が先に旅立ってしまったのを仲間はずれにされたと勘違いし、その怒りと悲しみからドナルカミ大王につけこまれて良き心を抜かれてしまった。巨大なビルでいこいの泉を囲み、泉にやってくる人々を狙撃して良き心を抜き取るハンターとなった。
イッパツヤーン
声 - 長島雄一
デンノータウンを支配するプロモーター。元々は動物のロボットショーを開く心優しい人物で、貧乏で人気が出なくてもいつか観客で一杯にしたいと夢見ていた。しかし、ドナルカミ大王に良き心を抜かれてしまってからは、自分の夢を叶えるために自らがつくりだした格闘ロボットで格闘大会を開き、敗れた挑戦者の良き心を抜き取っていた。かつての人気がなかった頃を恐れ、観客からの絶賛を喜びとするが、龍神丸を倒そうとする姿にブーイングをあげる観客に混乱した。元に戻ってからはロボットサーカスを再開し、大観客で賑わうようになった。
タツ、ヒロ
声 - 塩屋浩三（タツ）、宇垣秀成（ヒロ）
釣り好きの兄弟。良き心を抜かれてからは　浮遊する魔神からルアーを落とし、釣り上げたモノの大きさで競い合う釣りバカ大将になってしまった。弟のヒロは仲間を餌にして救世主ワタルを釣り上げようとしたのに対して、兄のタツは小学生に変装してワタルたちを釣り上げる。元の姿に戻ってからは、2人で仁義ある釣りを目指すことを約束していた。
オヤッサーン
声 - 天田益男
良き心を抜かれ、工場で魔界の魔神を大量生産していた現場監督。現場口調が板についているため、「このタコ!」が口癖になっており（ヘルメットにもタコマークがある）、さすがの龍神丸も気に障った。元の姿に戻った後は、心星人の宇宙船の修理に自分の工場を使ってほしいと名乗り出た。また、ワタルたちに第五界層を支配するボス・ゼロワンがデスタワーにいることを教えた。
ゼロワン
声 - 安達忍
第五界層のボス。テストばかりの学校しか行ってなかったため、すべてが「○」と「×」しかないと考えていた。コンピューターでワタルたちのことを分析し、ワタルに○か×かを選択させる。しかし、自分の考えた答え以外の答えを導き出すワタルに苛立ちを覚えたのか、次第にそれまでのクールな態度が崩れ熱い態度をとるようになっていく。元の姿に戻ってからは「○」と「×」以外のものもあることを理解し、文明と自然との共存も考えられることを氷河の白虎に教えられた。
ツボヤッキー
声 - 星野充昭
サザエ島の支配者。元々はつぼ焼き料理店の主人だったが、良き心を奪われてからは海の幸を独占して自分の好物のサザエのつぼ焼きを食べたいばかりに島民を使ってサザエをとらせていた。硬いサザエのよろいを身にまとっているが、一度倒されると起き上がれなくなる。自分の欲望に正直で、関心のないことはドードの命令でもやる気を出そうとしない。口癖は「ヤキ入れたる!」で、捨て台詞では「ヤキ入れられたぁ〜!」。聖なる島にいる聖神を亡き者にするため、魔神で聖なる島へと向かう。
ゴンタコス
声 - 松尾銀三
スフィアイランドを支配者したタコ足オヤジ。元々クレーンゲームが得意で町づくりにも貢献していた心優しい人物で、誰からも慕われていたが、ただ一人、自分の息子であるポセに反抗的な態度をとられて「息子が反抗的なのは良き心を抜かれたから」と勘違いしてしまう。その後、自分でも気づかないうちに良き心をドナルカミ大王に抜かれてしまい、息子のためにと町の子供の良き心を抜き取るようになっていた。魔神戦でポセが景品となってしまいゲットしようとしたが、シバラクに「UFOキャッチャーのように力ずくで自分の息子の心をつかもうとしているのではないか?」と指摘され、自分の間違いに初めて気づいた。元の姿に戻った後は、黄色い鯨のことをワタルたちに教える。
ロッドマン
声 - 江川央生
世界最強のキング・オブ・釣り師を自称する海の男。良き心抜かれる前から村を支配し荒らしまわっており、良き心を抜かれると黄色い鯨・マレスを捕まえて水の生け簀に閉じ込めた。村の住人たちが魚を獲れないようにするどころかボートで浜辺の村にやってきては、特製の釣竿で村人たちから良き心を抜き取る。また、水の魔法で水を自在に操ることができる。
キーパー
声 - 鈴木勝美
第六界層のボス。ドナルカミ大王に良き心を抜かれてからは、祠に来る者たちを惑わしては追い返していた。見えない道を歩くワタルを道から踏みはずさせようと、シバラク・スズメ・聖樹・虎王に次々に化けてワタルを困惑させた。

## 1万年前の創界山
炎部 ワタル
声 - 田中真弓
7月26日生まれ。O型。身長138cm。体重34kg。10歳。1万年前の救世主で、その当時の龍神丸の搭乗者。PlayStationゲーム『超魔神英雄伝ワタル ANOTHER STEP』の主人公。
忍部 サクヤ
声 - 西原久美子
牛月11日生まれ。A型。身長154cm。体重38kg。12歳。ヒミコの祖先。歴代一の華麗な忍法を操るが破壊力は少ない。同人誌が好き。『ANOTHER STEP』にて、その当時の幻神丸の搭乗者であることが明かされる。
剣部 アラゴト
声 - 塩沢兼人
犬月11日生まれ。AB型。身長193cm。体重71kg。シバラクの祖先で、彼と同じ女好きで剣の達人。シバラクとは逆に美形の異端児。『ANOTHER STEP』にて、剣神丸の搭乗者であることが明かされる。

### ワルモンダー軍
ワット
声 - 岸野幸正
ケイコータウンの支配者。暗い所が嫌いで、町の上空にシャンデリアの城を作り、町中を昼夜問わず照明で町を明るく照らして、人々を寝不足にさせた。電球のような顔で（未来の）ワタルたちに笑い物にされた（顔は書き換えが可能。ただし、ワット自身に絵の才能はない）。本来の姿はちょうちんで夜道を照らすやさしそうなツルツル頭のオヤジ。
サンダール
声 - 龍田直樹
ビリビリタウンを支配者。元々はビーチサンダルを履いたパンクロッカーで自分の歌で人々をシビれさせようとしたが、全く人気が出なかったため、手短にあった静電気を使って相手をシビれさせはじめた。戦部ワタルを一撃で気絶させてしまうほどの静電気を自分体から発する。ビーチサンダルを集めることが趣味で、ワルモンダーの手下になる前はビーチサンダルが彼のトレードマークだった。
トレイダー
声 - 高戸靖広
救世主と名乗る人間を「救世主様と行く7日間の旅! 愛と勇気あふれる地底世界一周ツアー」へと案内する車掌。しかし、その正体はワルモンダーの手下で、列車に乗った人間を袋詰めにしてはビリビリマンの元に連れて行っていた。救世主が誰なのか分かっていなかったが、「そのうちホンモノもつかまるだろう」と考え、手当たり次第に救世主と名乗る人物をさらっていく。先頭車両を目指すワタルたちに次々と罠をしかける。時々口や耳から煙を吐く。元の姿に戻った後は、ワタルたちにビリビリマンのいる場所までは列車の線路を辿れば行くことができる教え、お詫びにトロッコを渡した。口癖は「ポッポ〜!!」。
ビリビリマン
声 - 梁田清之
過去の第三界層のボス。両肩の電球からは電撃を発することができる。魔神戦でいきなり応戦し、電撃で2体の龍神丸の動きを封じ込めるが、2人のワタルの活躍によりタービンを止められる。形勢不利と悟ったビリビリマンは、城に溜め込んだ電力を全開にして地下空洞全土を焼き尽くそうとした。本来の姿は電気の研究家。
ワルモンダー
1万年前に創界山を支配した当時の魔界の王で、『ANOTHER STEP』の黒幕。本編では名前のみ登場。

## 魔神

### 龍神丸バリエーション
龍神丸（りゅうじんまる）
声 - 玄田哲章
ワタルが操縦する救世主専用魔神。容姿や武器の形状も異なり、龍爪も有線ワイヤー付きになっている。前シリーズと違い、形状が変更された経緯は語られず、また前回多数あった技も劇中使用しない。超力魔神大系での名称が魔神龍神丸であるため『1』の龍神丸と区別する際にその名称を使われることもある。『超魔神英雄伝ワタル ANOTHER STEP』では龍神丸 戦部型という名称。
- 武装 - 登龍剣（とうりゅうけん）

獅子龍神丸（ししりゅうじんまる）
第一界層の聖神「光の獅子」に与えられた赤の勾玉で超力変身した形態。後部肩アーマーが展開し、黄金色の金剛膜で覆われている。剣自体も存在せず、この姿で撃破したことは一度も無い。
- 技 - 獅子光龍拳（ししこうりゅうけん） - 腹部から発射されるエネルギー弾。序盤ではこの技で敵の動きを封じた後に変身を解き、登龍剣でトドメを刺していた。

鳳凰龍神丸（ほうおうりゅうじんまる）
第二界層の聖神「炎の鳳凰」に与えられたオレンジの勾玉で超力変身した形態。装備自体が剣士に近く、炎の力と飛行能力、数千度の耐火能力も持つ。
- 武装 - 鳳凰の盾、鳳凰登龍剣（ほうおうとうりゅうけん）
- 技 - 鳳凰炎龍拳（ほうおうえんりゅうけん） - 鳳凰の盾、爆炎翼、鳳凰登龍剣が合体、相手に突撃する技。ただし、武器すべてを集中させているので、回避されてからの無防備な自身が弱点。

剣王龍神丸（けんおうりゅうじんまる）
第三界層の聖神「黒鋼の剣王」に与えられた黄色の勾玉で超力変身した重騎士形態。左右の両腕が非対称で、真紅のマントを纏っているのが特徴。攻撃力は高いが、龍頭兜により視野が狭く、剣や鎧全てが重量級により、機動力は低下し小回りが利かない。
- 武器 - 剣王登龍剣（けんおうとうりゅうけん） - 体長よりも長い手甲剣。刀身自体が変化し腕と一体化している。物質のみならず時空をも切り裂くが、唯一良き心だけは斬ることができない。

月光龍神丸（げっこうりゅうじんまる）
第四界層の聖神「月の女神ルルナ」に与えられた黄緑の勾玉で超力変身した魔術師形態。背部の後光とサッシュが特徴。攻撃、防御などの魔法力を自在に操り、全身に対魔法防御が施されているが、通常の防御能力が並みの魔神でしかない。
- 装備 - 月光輪、月光の盾、月光登龍剣（げっこうとうりゅうけん） - あらゆる結界を切断する能力を持つ剣。
- 技 - 超力月光波 - 月光の盾から放射された魔力によっての回復。

白虎龍神丸（びゃっこりゅうじんまる）
第五界層の聖神「氷牙の白虎」に与えられた青の勾玉で超力変身した形態。巨大な尾と、白と青のツートンカラー、頭部の猫耳が特徴。鳳凰龍神丸とは対極の機体で、冷気攻撃を行え、なおかつ熱エネルギーの正負により火炎攻撃も繰り出せる。両肩の爪を装備してクローアタックモードとなるが劇中は使われない。後に「雷の銀狼アクアとマリン」から与えられた雷神の兜を装着し、更なる力を得ている。
- 装備 - 白虎登龍剣（びゃっことうりゅうけん） - 雪氷の力で敵を切り裂く刀身が蒼い剣。

白虎雷撃鞭 - 尻部が変形した多節鞭。
雷神の兜（らいじんのかぶと） - 第六界層の聖神「雷の銀狼アクアとマリン」から与えられたアイテム。本来は銀狼龍神丸の兜である。
- 技 - 白虎氷牙拳（びゃっこひょうがけん）、氷牙雷龍拳（ひょうがらいりゅうけん）

銀狼龍神丸（ぎんろうりゅうじんまる）
第六界層の聖神「雷の銀狼アクアとマリン」に与えられた紫と藍色の2つの勾玉で超力変身するはずだった幻の第六形態。雷神の兜は、本来この機体に付けられているものである。頭部と左肩の一部が前期オープニングのみ登場している。
超魔神龍神丸（ちょうましんりゅうじんまる）
聖龍妃に与えられた白の勾玉で、8人の聖神の力を一つにした龍神丸の最終形態。タイトルの「超魔神」はこの魔神のことを意味している。超力魔神大系では発売されていない。
装備 - 剣王の剣（けんおうのけん）
古代龍神丸（こだいりゅうじんまる）
最終決戦時にワタルの良き心に応え出現した伝説の巨人。古代龍神丸は公式ポータルサイトでの呼称で劇中では呼ばれていない。伝承を読んでいたシバラクは『古（いにしえ）の龍神丸』と呼んでおり、厳密には魔神ではない。ワタルのことを「良き心の少年」と呼ぶ。アンコクダーを倒すと元の龍神丸の姿に戻った。
伝承では、創界山ができる以前の神々の戦いを収めた勇者龍神丸は、長きに渡り守護神として人の世を見守り続けており、後の世で創界山の神々が勇者龍神丸の遺志を継ぐ勇者の姿に似せた魔神を造り上げた。魔神龍神丸の中には勇者龍神丸の心が込められている。

### メインの魔神
戦神丸（せんじんまる）
シバラクの魔神。頭身が上がり、呼び出す方法が前作までの公衆電話からPHSに変更されている。基本装備は第1作と同様であるが、龍神丸と同様に変更したその経緯は語られていない。第二界層の聖神『炎の鳳凰』から授かった回転翼が付き飛行が可能になった。最近は恋人が出来て呼び出しに遅れているという。超力魔神大系での名称が魔神戦神丸のため『1』の戦神丸と区別する際にその名称を使われることもある。
- 武装 - 剣部刀、刀部刀、荒鷲の槍、戦風刃（せんぷうじん）

鳥神丸（ちょうじんまる）
スズメの魔神。鳥型の飛行形態に変形する。彼女のバイトや人助けに使用されるが、武装は少なく、変形時の高速飛行能力に特化されている。ボディは神部界には存在しない金属で構成されているという。超力魔神大系での名称は魔神鳥神丸。
- 武装 - ビークバルカン
- 技 - クローアタック

邪虎丸（じゃこまる）
前の創界山の戦いで龍神丸（龍王丸）と戦った虎王の魔神。飛行も可能な猛虎形態（タイガーモード）に変形する。彼らと同様に変更した経緯は語られていなく、細部や変形パターンにも違いがある。
虎王がドナルカミ大王に洗脳されてからは、第五界層と第六界層で何度も龍神丸を襲った。超力魔神大系での名称が魔神邪虎丸のため『1』の邪虎丸と区別する際にその名称を使われることもある。
- 装備 - タイガーソード、タイガーシールド、タイガーバルカン

龍神丸炎部型（りゅうじんまる ほむらべバージョン）
声 - 玄田哲章
炎部ワタルの魔神で、一万年前の龍神丸。『超魔神英雄伝ワタル ANOTHER STEP』からのゲスト出演。龍神丸2体を区別するためにアニメ版を戦部型、ゲーム版を炎部型と記述されることがあるが、劇中では単に龍神丸と呼ばれる。テレビアニメでは登場しないが天翔龍神丸にパワーアップする。
- 装備 - 登龍剣

### アンコクダー魔神
『1』や『2』と違い、各界層ごとのモチーフの統一性はなくなった。

### 第一界層
ジャイガンダー
第七界層が消えた日に現れ、モンジャ村を襲った魔界製魔神。胴体の口から岩石弾を放ち、変形して飛行も可。本作でのワタルが最初に戦った敵魔神。劇中では操縦者はいない。
バンジーキング
バンバンジーが操縦するバンジージャンプ型魔神。背中にゴムロープが付いており、空中要塞からバンジージャンプして襲い掛かるが、そのゴムを斬られると極端に戦闘力が弱くなる。武器はメイスのみ。
タッチーアウト
サンカンオーが操縦する、野球選手型魔神。胴体から取り出した爆弾ボールを使った「消える魔球」が必殺技。他の武器はトゲバット、スパイク、胴体からの「千本ボンバー」。
オバケンダー
ウラメシヤンが操縦する、お化け屋敷型魔神。お化け屋敷モードからバトルモードへと変型。正面の扉が開いて出た首から、炎を吐く。他の武器はコウモリ爆弾と手に持つ鎌。テレポーテーションも得意。『2』に登場予定だった断頭台型魔神のリファイン。
クイーンカシマシーン
クイーンカシトリオの3人がそれぞれ操る、コギャル型魔神。3体とも同型。手に持つ鞄からミサイルを連射し、搭乗者が激怒すると形相が凶暴化する。
この形態時は鞄の持ち手が変形した剣を使う他、髪の毛を使い敵の動きを封じてくる。
コウラッカー
カメニックが操縦するカメ型魔神。カメ型レーシングカーモードでカーレースに出場、負けるや否やバトルモードに変形した。武器は手に持つスパナと、登龍剣も撥ね返す背中の甲羅。しかし、四肢のタイヤが剥き出しになっており此処を攻撃されるとバランスを崩してしまう。
デビルコースター
トップスピンが操縦するジェットコースター型魔神。動きは物凄く素早い。体は伸縮自在。
トビデルゾン
トビデルンが操縦する第一界層のボス魔神。伸縮自在の槍と、ワイヤー付きで発射させる胸の骸骨が武器。

### 第二界層
テレコーン
ルーメンが操縦する電化製品型魔神。胴体のテレビから欲しい武装を呼び出し自分の武器にする。何でも切れるブレードと粘着洗剤「ネバーネバ」。
スーパーテレコーン
飽きっぽい性格のルーメンが上記のテレコーンから途中で乗り換えた当社比200％と言われる魔神。能力自体は変わらないがアナログから最新デジタル型になっている。
ブリキンダー
メチャクッサーが操縦するブリキロボット風魔神。胸のマシンガンとミサイルなどが武器。腕はマジックハンド。後頭部にコックピットに繋がるハッチがある。
プロペラン
カンプーンが操縦する扇風機型魔神。頭のプロペラから、あらゆる物を凍らせる爆風を発生させる。暑さに弱く、ユカタ山の温泉が復活した途端にパワーダウンする。
チェーンソリー
タクロースが操縦する四脚歩行のチェーンソー型魔神。チェーンソーモードからバトルモードへ変形、頭のチェーンソーが武器。
トロピカルボンバー
ドリアンが操縦する南国風魔神。両腕のマシンガンや全身の爆弾が武器。頭の椰子の木は、飛行用のプロペラやブーメランにもなれる。弱点は水。
チャッカブレス
チワッキーが操縦するドライヤー型魔神。ドライヤー状の胴体からの熱風と、右手の火炎放射器が武器。
バッドマグマン
マグマダイチが操縦する第二界層のボス魔神。四本腕二十の指から放つ火炎攻撃とメイスが武器。

### 第三界層
バトルスイマー
カナヅッチーが操縦する、スイマー型魔神。浮き輪からカッターを出して、回転させながら斬り付ける「スイスイスピン」が必殺技。第1作のシール版に登場したダイビングヘッドのリファイン。
スターボウリング
ポーラーボーラーが操縦するボウラー型魔神。肩や左腕からボウリングピン型のミサイルを出す。星球状に変形しての体当たり攻撃も可。装甲は厚いが、熱には弱い。
ハッケヨイノコッター
スナノウミが操縦する相撲取り型魔神。強烈な張り手で襲い掛かる。大銀杏から出す張り手ミサイルと、登龍剣をも撥ね返す軍配が武器。第1作の玩具付属の新聞などに登場したスモーマスターのリファイン。
コーハクダー
ハチマッキーが操縦する運動会の選手型魔神。操縦席のレバーはバトン型。バトンビームサーベル、ピストル、帽子のヒサシを投げる「コーハクボースラッガー」などの重装備を誇る。脚部のフレームむき出しで、動きも素早い。
サンドボーダー
オカサーフが操縦するサーファー型魔神。ただし、顔面はプロペラン同様お面状の落書き。操縦席はサンドボード型。砂津波の上をサーフして、両腕とボードの刃で襲うが、ボードの真下が死角。
タイムショック
リミッターが操縦する時計型のボス魔神。劇中唯一の一頭身。ブラックホールを造り出す特殊能力を持つ。ハッケヨイノコッターが倒された直後に登場し、ワタル・ヒミコ・シバラクを一万年前の創界山に飛ばすが、ルクシオンに右腕を斬られ逃亡。その後、腕を修復し過去から帰還した一行を再び強襲するも、時空間もろとも剣王登龍剣で一刀両断にされた。

### 第四界層
デスダイヤル
マッツ兄弟が操縦する、受話器型魔神。絶対に逃れられない「呪いのメモリー」が100万件登録されている。能力自体が繊細で、結露や水に弱い。
レジスタンガー
テン・チョーが操縦するキャッシュレジスター型魔神。シリーズ中最も小型の部類に入る。小銭を打ち出す「コイン攻撃」と浴びると商品と化す「バーコードビーム」が武器。
ナイトメアー
フトントが操縦する魔神。赤いガスを吐き出し、龍神丸を眠らせ、悪夢を見せようとした。
デビルシャッター
パッパラチッチが操縦するカメラ型魔神。頭部のレンズで撮られた場所は、空間ごと撮られてしまう。右肩から、フィルムケース型ミサイルを発射。
マスカレーダー
カーメーンが操縦する魔法騎士型魔神。両肩の仮面を残して姿を消し、火炎攻撃を仕掛ける。剣王登龍剣も通じない幻の仮面攻撃も得意。弱点は本体の仮面で、剥ぎ取られると急激に弱体化する。
マペッター
トーイとマリ夫が搭乗する、腹話術師風マジシャン型魔神。炎、雷、水の3カードから1枚を選択、その属性に応じた攻撃を仕掛ける。操縦者と同様に腹話術人形の方が本体である。
ヒョージンガー
フリザベートが操縦する第四界層のボス魔神。杖からの氷弾と魔法幻覚攻撃が武器。

### 第五界層
プレジデルス
エコノミザウルスとヒショチョウが操縦する魔神。葉巻の煙で煙幕を張り、ゴルフボール爆弾や尻尾攻撃を仕掛ける。翼はカイザーヘラクロスと同一。
ダックシューター
カモネギーが操縦するハンター型魔神。「いこいの泉」の周りのビル群に隠れ、上空に居る配下のカモとの連絡でライフル攻撃を行う。
バトルグレート
イッパツヤーンが操縦する格闘家型魔神。
トローリングシャーク
タツ・ヒロ兄弟用のサメ型空中戦艦型魔神。一般的な魔神よりも巨大で、内部には様々なトラップがある。
ジャイガンデス
オヤッサーンが操縦するジャイガンダーの強化型魔神。強力なパワーと胴体の口からの炎が武器。工場で同型魔神が大量生産されていたが、心星人の活躍で全機体が破壊される。
キラーミラージュ
ゼロワンが操縦する第五界層のボス魔神。両腕の機銃や胸の火炎攻撃など重装備を誇り、目からのビームは獅子龍神丸の結界をも貫く。

### 第六界層
ジャイガンドラ
ツボヤッキーが操縦するジャイガンシリーズの一体。過去に登場した機体同様、火炎攻撃と猛パワーで攻撃しロケットパンチが武器。その力は強力で『雷の銀狼』を疲労困憊状態に追い込む。
UFOゲッター
ドンタコスが操縦するUFOの形をしたクレーンゲームに似た魔神。下からカプセルを出して敵を捕まえ、動きを封じる。タコ型UFOに偽装し、スフィアランドの子供たちの良き心を奪い続けた。
フィッシンガー
ロッドマンが操縦する釣り師魔神。巨大ルアーと魚型自動追尾ミサイルが武器。
スターダスト
キーパーが操縦する第六界層のボス魔神。魔法力で相手の動きを封じ、全身の突起からの光弾で攻撃する。

### ドナルカミ城
ドーヴァルト
ドナルカミ・ドードが乗る魔神。悪魔と道化師が融合した機体で重力下でも重装備の武器が持てる。超力魔神大系での名称は魔神ドーヴァルト。
- 武器 - エビルサイズ
- 技 - ワインドビーム

ガルベラン
ドナルカミ・ドランが乗る魔神。全身の刃物で敵を切り刻む。他の標準機よりも巨大だが、動きは素早い。
- 武器 - エクステンドリッパー

ガルベランRX
ガルベランの改造機で、サイズも二頭身。この戦いで「光の獅子」の力を喪失する。
ルクシオン
ドナルカミ・ドルクが乗る魔神。頭部に装備した翼で縦横無尽に活動する。黒と紅のツートンカラーが特徴。
- 武器 - ジェントルサーベル

魔導剣王
アンコクダーが搭乗する魔界の気から造られた、最強の魔神。コクピットは龍神丸同様、空間内にあり、操縦桿は無い。重力攻撃と、魔界の炎を纏った剣が武器。そのパワーは強力で、ワタルはこの魔神を倒すも、四聖神の力を失う。
- 武器 - 魔王剣

### ワルモンダー魔神
過去に創界山を襲ったワルモンダーの魔神。

### 過去の第三界層
ライトサーチ
ワットが操縦する投光器車両型魔神。レーザー、ミサイル、ドリルが武器。
ラクライガー
サンダールが操縦する魔神。肩に電極があり、ここから静電気攻撃を仕掛ける。
ヘルトレイン
トレイダーが操縦する電車型魔神。ワタルたちの乗る電車が変形して完成。パンタグラフが変形した鞭と車輪カッターが武器。装甲は硬く、鳳凰登龍剣や×の字斬りも効かない強敵だが、炎部ワタルの龍神丸とのダブル攻撃で倒される。過去の創界山編に登場した他の3体と異なりPlayStation版には登場しない。
エレクトロン
ビリビリマンが操縦する過去の第三界層のボス魔神。両肩のタービンから電撃を放つ。肩からはミサイルを発射。

## アイテム
登龍剣
ワタルが龍神丸を召還するために使われる剣。
ドラゴングローブ
ボールパークタウンに秘宝として伝わる金龍の頭部を模した手袋。甲にはジェット推進機が内蔵されている。最後はドナルカミ城にある電気の扉を開けるが、力を使い果たし消滅した。
ヨーヨーペンダント
ナビから送られた仲間としての印。シーマッハやカメニックが身につけているものと同じもの。
剣王の聖杯
ウンド村で優勝トロフィーとして混ざっていた。「聖なる森」を示す手がかり。
剣王の剣
「黒鋼の剣王」の魂を内包する剣。ドナルカミ城にあったものをアラジンガーが奪ったが刀身が完全に折れていた。修復も可能だがそれ自体遅効性で、数千年以上も掛かってしまう。その状況で一万年前の第三界層「聖なる森」で安置し、ワタルが元の時代に戻った後、完璧に修復されている。超魔神龍神丸の武器としても使われた。
登龍剣（炎部型）
一万年前の救世主である炎部ワタルの剣。

## 用語
創界山
神々が住む聖なる山。女王聖龍妃と皇子翔龍子が住んでいた聖龍殿を含む頂上の第七階層がアンコクダー侵攻後行方不明となり、代わりにドナルカミファミリーの住むドナルカミ城が鎮座している。かつて暗黒龍によって分断され、界層へと変化したが、約10000年前に7つになる。
第一階層
アミューズメント施設が充実していたりイベントが盛んな岩場の世界。
第二階層
緑豊かな世界。
第三階層
灼熱の砂漠エリア。
第四階層
極寒エリア。
第五階層
大都会エリア（コンセプトデザイン協力、朝比奈祥和のVHS・LD封入紙のコラムコーナーより、ワタルシリーズのイメージにそぐわないとして過剰なハイテク描写を避けたという）。
第六階層
大海原の世界。
10000年前の第三階層
当時はまだ第四階層と分離しておらず地底エリアとなっている。
魔神
魔の破壊力と神々の魂を宿す巨大兵器の総称。今回は全体が細身になっている。また、基本設定とは違い、素材が不明確な魔神（例：鳥神丸、魔導剣王）も登場する。
良き心
劇中自体のキーワード。簡単に言えば人が持つ正義または優しい心のこと。一部が取られると性格が悪くなる、無気力になる、姿が変化するなど変化が激しい。抜き取られた良き心は各地にある魔界の樹で果実状に実り、収穫された良き心は空を飛ぶ暗黒列車に積まれ、第六階層の海底にあるステーションを経てドナルカミ城まで集められる。アンコクダーはある目的のために創界山中の人々から良き心を集めていた。
神部文字
神部界の住人たちが使う一般文字。本作においては大小の英字や数字だけでなく「 」や？、！なども加えられている。
心星界
神部界より数段科学力が発達した移動都市。仲間が接近すると手の甲に青い星の形をした痣が浮かぶ。
ガンボ
クレジットから変更された創界山での通貨単位。

## もんペット
ブタゴラス
『魔動王グランゾート』に登場したブタ鳥。いつも青筋を立てて怒りまくっている凶暴な性格。
トノサマケロモン
ヒミコが最も気に入っているもんペット。種族は「トノケロ」。
ボーリー
ボーリング型のもんペット。空気を吸い込み、体を大きくすることができる。元はパールが飼っていたもんペットだったが、ヒミコに授けられた。

## スタッフ
- 企画 - サンライズ
- 企画協力 - レッドカンパニー
- 原作 - 矢立肇、広井王子、井内秀治
- 総監督 - 井内秀治
- 監督補 - 福本潔
- キャラクターデザイン - 芦田豊雄
- ゲストキャラデザイン - とみながまり&スタジオライブ
- メカニックデザイン・コンセプトデザイン - 中沢数宣
- アニメーションメカデザイン - 宮澤努
- コンセプトデザイン協力 - 朝比奈祥和
- 美術設定 - 平沢晃弘
- 美術監督 - 佐藤勝
- 色彩設計 - 佐藤美由紀
- 撮影監督 - 桶田一展
- 編集 - 鶴渕友彰
- 音響監督 - 藤野貞義
- 音楽 - 朝川朋之、佐橋俊彦
- プロデューサー - 小林教子（テレビ東京）、山崎立士、指田英司
- アシスタントプロデューサー - 大橋千恵雄
- 製作 - テレビ東京、ASATSU、サンライズ

## 主題歌
オープニングテーマ
「ひとつのハートで」（1話 - 32話）
作詞 - 康珍化 / 作曲 - 立花瞳 / 編曲 - 萩田光雄 / 歌 - 三重野瞳
「POWER OF DREAM」（33話 - 51話）
作詞・作曲 - 谷脇仁美 / 編曲 - 萩谷光雄 / 歌 - 三重野瞳
エンディングテーマ
「BOYS BE AMBITIOUS」（1話 - 32話）
作詞 - 康珍化 / 作曲 - 立花瞳 / 編曲 - 萩田光雄 / 歌 - 三重野瞳
「がんばって」（33話 - 51話）
作詞 - 康珍化 / 作曲 - 立花瞳 / 編曲 - 萩田光雄 / 歌 - 三重野瞳

## サブタイトル
| 話数 | サブタイトル                    | 脚本           | コンテ     | 演出     | 作画監督          | 登場敵魔神                                           | 放送日         |
| ---- | ------------------------------- | -------------- | ---------- | -------- | ----------------- | ---------------------------------------------------- | -------------- |
| 1    | ボクは救世主!                   | 井内秀治       | 井内秀治   | 福本潔   | とみながまり      | ジャイガンダー                                       | 1997年 10月2日 |
| 2    | バンジージャンプで万事休す!     | 井内秀治       | 近藤信宏   | 近藤信宏 | 内田信也          | バンジーキング                                       | 10月9日        |
| 3    | 消える魔球をカッ飛ばせ!         | 高橋義昌       | 福本潔     | 福本潔   | 高橋晃            | タッチーアウト                                       | 10月16日       |
| 4    | 求む!こわ〜いお化け             | 山部康男       | 近藤信宏   | 吉村章   | 高橋晃            | オバケンダー                                         | 10月23日       |
| 5    | 怖ろし!おそろい女子高生         | 中弘子         | 渡邊哲哉   | 渡邊哲哉 | 柳瀬雄之          | クイーンカシマシーン                                 | 10月30日       |
| 6    | ぶっ飛び村の大レース            | 桶谷顕         | 西村聡     | 西村聡   | とみながまり      | コウラッカー                                         | 11月6日        |
| 7    | 恐怖の絶叫マシン勝負            | 三井秀樹       | 近藤信宏   | 近藤信宏 | 高橋晃            | デビルコースター ドーヴァルト                        | 11月13日       |
| 8    | 超力変身!龍神丸                 | 井内秀治       | 近藤信宏   | 福本潔   | 高橋晃            | トビデルゾン ドーヴァルト                            | 11月20日       |
| 9    | ホタルの里は夢の島              | あみやまさはる | 吉村章     | 吉村章   | 内田信也 枡田浩史 | テレコーン スーパーテレコーン                        | 11月27日       |
| 10   | ブリキの花はメチャクッサー!     | 高橋義昌       | 渡邊哲哉   | 渡邊哲哉 | 柳瀬雄之          | ブリキンダー                                         | 12月4日        |
| 11   | 雪女のお熱いラブストーリー      | 山部康男       | 角田利隆   | 角田利隆 | とみながまり      | プロペラン                                           | 12月11日       |
| 12   | 願い星 ほし〜い!                | 桶谷顕         | 近藤信宏   | 近藤信宏 | 高橋晃            | チェーンソリー                                       | 12月18日       |
| 13   | フルフル村の危険な果実          | 中弘子         | 吉田義樹   | 吉田義樹 | 細井信宏          | トロピカルボンバー                                   | 12月25日       |
| 14   | 燃える心にご用心!               | 桶谷顕         | 角田利隆   | 吉村章   | 高橋晃            | チャッカブレス ガルベラン                            | 1998年 1月8日  |
| 15   | 炎の変身!鳳凰龍神丸             | 井内秀治       | 福本潔     | 福本潔   | 高橋晃            | ガルベラン バッドマグマン                            | 1月15日        |
| 16   | 砂漠で泳げば OH, HOT!           | 高橋義昌       | 寺東克己   | 岡本英樹 | 柳瀬雄之          | バトルスイマー                                       | 1月22日        |
| 17   | ボーリーくんでストライク!       | 三井秀樹       | 角田利隆   | 角田利隆 | とみながまり      | スターボウリング                                     | 1月29日        |
| 18   | ドスコーイ!砂漠の大相撲         | あみやまさはる | 近藤信宏   | 近藤信宏 | 内田信也          | ハッケヨイノコッター タイムショック                  | 2月5日         |
| 19   | ボクは救世主!君も救世主?        | 山部康男       | 吉田義樹   | 吉田義樹 | 細井信宏          | ライトサーチ                                         | 2月12日        |
| 20   | ビリビリ男のバチバチ攻撃!       | 桶谷顕         | 吉村章     | 吉村章   | 高橋晃            | ラクライガー                                         | 2月19日        |
| 21   | 激走!魔神列車の旅               | 植竹須美男     | 近藤信宏   | 近藤信宏 | 高橋晃            | ヘルトレイン                                         | 2月26日        |
| 22   | 最強コンビだ!ダブル龍神丸       | 高橋義昌       | 寺東克己   | 福本潔   | 柳瀬雄之          | エレクトロン                                         | 3月5日         |
| 23   | 帰ってきたら運動会              | 三井秀樹       | 角田利隆   | 角田利隆 | とみながまり      | コーハクダー                                         | 3月12日        |
| 24   | 聖なる森の謎                    | 三井秀樹       | 福本潔     | 福本潔   | 内田信也          | サンドボーダー                                       | 3月19日        |
| 25   | 復活!剣王の剣                   | あみやまさはる | 近藤信宏   | 吉村章   | 高橋晃            | タイムショック ルクシオン                            | 3月26日        |
| 26   | 電話の町の魔法兄弟              | 井内秀治       | 吉田義樹   | 岡本英樹 | 吉川博明          | デスダイヤル                                         | 4月2日         |
| 27   | コンビニ魔神でいらっしゃいませ! | 桶谷顕         | 近藤信宏   | 近藤信宏 | 高橋晃            | レジスタンガー                                       | 4月9日         |
| 28   | 眠いぞ 眠いぞ 大ピンチ!         | 植竹須美男     | 高瀬節夫   | 高瀬節夫 | 柳瀬雄之          | ナイトメアー                                         | 4月16日        |
| 29   | シャッターチャンスはこわいぞ〜! | 高橋義昌       | 福本潔     | 福本潔   | 高橋晃            | デビルシャッター ドーヴァルト                        | 4月23日        |
| 30   | 僕がヒミコでヒミコが僕?         | 井内秀治       | 角田利隆   | 角田利隆 | とみながまり      | マスカレーダー                                       | 4月30日        |
| 31   | 人形の町でワタルコレクション    | あみやまさはる | 近藤信宏   | 近藤信宏 | 高橋晃            | マペッター ドーヴァルト                              | 5月7日         |
| 32   | まやかしの女神フリザベート      | 桶谷顕         | 寺東克己   | 吉村章   | 内田信也          | ヒョージンガー                                       | 5月14日        |
| 33   | 夢見る恐竜トイノドン            | 植竹須美男     | 渡邊哲哉   | 渡邊哲哉 | 高橋晃            | プレジデルス                                         | 5月21日        |
| 34   | いこいの泉を守るでフン!         | 桶谷顕         | 石山タカ明 | 高瀬節夫 | 柳瀬雄之          | ダックシューター                                     | 5月28日        |
| 35   | デンノータウンの格闘ロボット    | 高橋義昌       | 角田利隆   | 角田利隆 | 高橋晃            | バトルグレート                                       | 6月4日         |
| 36   | 釣られちゃった救世主!           | あみやまさはる | 山本裕介   | 吉村章   | とみながまり      | トローリングシャーク ドーヴァルト 邪虎丸             | 6月11日        |
| 37   | 謎のドルクか?スズメの謎か?      | 井内秀治       | 近藤信宏   | 近藤信宏 | 高橋晃            | ジャイガンデス                                       | 6月18日        |
| 38   | ○か×か!デス・タワーの戦い!      | 桶谷顕         | 福本潔     | 福本潔   | 内田信也          | キラーミラージュ                                     | 6月25日        |
| 39   | 海の聖神 雷の銀狼               | 高橋義昌       | 渡邊哲哉   | 渡邊哲哉 | 高橋晃            | ジャイガンドラ ドーヴァルト 邪虎丸                   | 7月2日         |
| 40   | シバラク父さん がんばる!        | 植田浩二       | 高瀬節夫   | 高瀬節夫 | 柳瀬雄之          | UFOゲッター                                          | 7月9日         |
| 41   | 黄色い鯨 マレス                 | 時村尚         | 角田利隆   | 角田利隆 | 高橋晃            | フィッシンガー 邪虎丸                                | 7月16日        |
| 42   | ワタルの心は あっち向いてホイ!  | あみやまさはる | 山本裕介   | 山本裕介 | 吉川博明          | スターダスト                                         | 7月23日        |
| 43   | 激闘!ワタル対ドード             | 植竹須美男     | 福本潔     | 福本潔   | 高橋晃            | ドーヴァルト                                         | 7月30日        |
| 44   | 心を呼ぶ心                      | 桶谷顕         | 角田利隆   | 吉村章   | 内田信也          | ルクシオン                                           | 8月6日         |
| 45   | 潜入!ドナルカミ城               | 高橋義昌       | 渡邊哲哉   | 渡邊哲哉 | 高橋晃            | ドーヴァルト ガルベランRX （ドナルカミ女王との決戦） | 8月13日        |
| 46   | 友情のラスト・バトル!           | 高橋義昌       | 松園公     | 山田弘和 | 柳瀬雄之          | ドーヴァルト ガルベランRX （ドナルカミ女王との決戦） | 8月20日        |
| 47   | ドナルカミ城の最期              | 高橋義昌       | 芦沢剛史   | 福本潔   | 高橋晃            | （ドナルカミ大王との決戦）                           | 8月27日        |
| 48   | 第七界層 新たなる戦い!          | 高橋義昌       | 角田利隆   | 角田利隆 | 吉川博明          | （アンコクダーの出現）                               | 9月3日         |
| 49   | 出現!魔界王アンコクダー         | 高橋義昌       | 福本潔     | 福本潔   | 高橋晃            | 魔導剣王                                             | 9月10日        |
| 50   | 誕生!超魔神 龍神丸              | 井内秀治       | 山本裕介   | 山本裕介 | 内田信也          | （巨大アンコクダーとの最終決戦）                     | 9月17日        |
| 51   | みんなの心                      | 井内秀治       | 井内秀治   | 吉村章   | 高橋晃            | （巨大アンコクダーとの最終決戦）                     | 9月24日        |

放送休止は1月1日のみ（17:00 - 18:54の『TVチャンピオン あけましてラーメン』編成により）。

## 放送局
| 放送期間（または、放送体制）                 | 放送時間                              | 放送局         | 対象地域       | 備考            |
| -------------------------------------------- | ------------------------------------- | -------------- | -------------- | --------------- |
| 1997年10月2日 - 1998年9月24日                | 木曜 18:00 - 18:30                    | テレビ東京     | 関東広域圏     | 製作局          |
|                                              |                                       | テレビ北海道   | 北海道         |                 |
|                                              |                                       | テレビ愛知     | 愛知県         |                 |
|                                              |                                       | テレビ大阪     | 大阪府         |                 |
|                                              |                                       | テレビせとうち | 岡山県・香川県 |                 |
|                                              |                                       | TXN九州        | 福岡県         | 現・TVQ九州放送 |
| 遅れネット                                   | 土曜 5:30 - 6:00                      | テレビ岩手     | 岩手県         |                 |
|                                              | 日曜 6:00 - 6:30                      | 東北放送       | 宮城県         |                 |
| 1997年10月11日 - 1998年9月26日 1998年10月3日 | 土曜 17:00 - 17:30 土曜 16:30 - 17:00 | 北陸放送       | 石川県         | [ 19 ]          |
| 遅れネット                                   | 金曜 6:50 - 7:20                      | 岐阜放送       | 岐阜県         |                 |
|                                              | 金曜 18:00 - 18:30                    | 三重テレビ     | 三重県         |                 |
|                                              | 土曜 17:00 - 17:30                    | 中国放送       | 広島県         |                 |
|                                              | 金曜 9:55 - 10:25                     | 鹿児島テレビ   | 鹿児島県       |                 |

## ラジオ
- 毎週土曜日1時30分 - 2時00分（放送時間はJST・文化放送）
- 毎週土曜日23時30分 - 翌日0時00分（放送時間はJST・ラジオ大阪『瞳と光央の爆発ラジオ』内）
- 他、北海道放送、九州朝日放送で放送。
前期パーソナリティ：田中真弓、西村知道
後期パーソナリティ：田中真弓、愛河里花子

## 関連作品
玩具
- 『超力魔神体系』

ビデオ
- 全13巻

LD
- 全13巻

BD-BOX
- 2019年7月3日発売。

販促ビデオ
- 『超魔神英雄伝ワタル おためしビデオ』

1話とキャストコメントを収録した簡易版。
発売元：ビクター
ゲーム
- PlayStation『超魔神英雄伝ワタル ANOTHER STEP』

過去の第三界層で登場した炎部ワタルが主人公とするロールプレイングゲーム。龍神丸（炎部型）のパワーアップ形態、サクヤとアラゴトの魔神も登場する。
- ゲームボーイ『超魔神英雄伝ワタル まぜっこモンスター』（バンプレスト、1997年12月12日発売）
- ゲームボーイ『超魔神英雄伝ワタル まぜっこモンスター2』（バンプレスト、1998年6月7日発売）

コミカライズ
- コロコロ版

『月刊コロコロコミック』で連載。著者は三鷹公一。ストーリーとしては第三界層までで完結にはいたらず、6話で終了となっている。
- ふぁんデラ版

『月刊ふぁんデラ』で連載。著者はすずきほづみ。テレビシリーズとは異なり魔神は登場せず、心理描写を中心にしたオリジナルストーリーとなっているが、終盤の内容は近い。
- 超魔神英雄伝ワタル外伝

『月刊コミックぽっけ』で連載。著者は松本ゆうか。テレビシリーズのインサイドストーリーで未完。
BGM
- 『超魔神英雄伝ワタル（音楽編）』
- 『超魔神英雄伝ワタル（音楽編2）』
- 『超魔神英雄伝ワタル（音楽編3）』

VICL-60134〜60136
キャラクターソングCD
- 『超魔神英雄伝ワタル キャラクター・マキシシングル RAINBOW』

各キャラクターのイメージソングを収録。VICL-35011〜35017
CDドラマ
- 『超魔神英雄伝ワタル ドラマアルバム』

全4巻のボイスドラマ。